# 臺灣原創流行音樂大獎
臺灣原創流行音樂大獎（英語：Taiwan Music Composition and Songwriting Contest）由中華民國文化部影視及流行音樂產業局、原住民族委員會、客家委員會共同主辦，自2004年舉辦至今。臺灣原創流行音樂大獎鼓勵音樂創作者以臺灣最獨特的「河洛語、客語、原住民族語」，進行音樂詞曲創作，傳承臺灣傳統的語言文化，並讓該獎項成為臺灣最具指標性的母語音樂創作平台。2023年起，河洛語組改稱為台語組。
臺灣的音樂文創產業，在全球華人市場中具指標性的領導地位，希望透過「臺灣原創流行音樂大獎」的機會平台，扶植更多優秀的臺灣原創音樂創作者，讓臺灣原創音樂持續的綻放光芒，成就最令人驕傲的軟實力。

## 歷史沿革
為培育台灣母語歌曲創作人才，增進社會大眾對台灣族群文化的認識，自2004年起由行政院新聞局、行政院客家委員會及行政院原住民族委員會共同舉辦「臺灣原創流行音樂大獎」，分為河洛語、客語及原住民族語三組，進行年度歌曲創作比賽，藉由這個母語音樂創作的平台，發掘、鼓勵各類音樂人才投入母語創作及原創音樂的發展。
「臺灣原創流行音樂大獎」每年的得獎作品不但製作原創音樂合輯、為各組首獎拍攝MV，並舉辦音樂賞聽會，讓創作者與聽眾直接互動，分享創作者的音樂心情故事，同時藉由邀請唱片公司、經紀公司、電台DJ等相關人士的出席，讓創作者有更多管道與機會投入音樂市場。
台灣流行音樂向在華語地區居於領先地位，主要原因即是來自源源不斷原創音樂的產出能量，而「臺灣原創流行音樂大獎」的作品則融合傳統與現代的音樂創作元素，更具備台灣音樂的獨特性，獲獎者更年年在金曲獎有傑出表現，因此，向有金曲獎前哨站之稱。

## 現行臺灣原創流行音樂大獎獎項

### 台語組(河洛語組)
設首獎、貳獎、參獎並取3件佳作，共6獎項；以及1現場表演獎。

### 客語組
設首獎、貳獎、參獎並取3件佳作，共6獎項；以及1現場表演獎。

### 原住民族語
設首獎、貳獎、參獎並取3件佳作，共6獎項；以及1現場表演獎。

## 外部連結
- 114年臺灣原創流行音樂大獎 （页面存档备份，存于）
- 文化部影視及流行音樂產業局 （页面存档备份，存于）
- 臺灣原創流行音樂大獎的Facebook專頁
- YouTube上的臺灣原創流行音樂大獎頻道